# Лот в Содоме
«Лот в Содоме» (англ. Lot in Sodom) — короткометражный (28-минутный) американский фильм 1933 года, основанный на библейском сказании про города Содом и Гоморра.
Фильм стал первой звуковой картиной режиссёра-любителя Джеймса Сибли Уотсона и его ассистента Мелвилла Уэббера. Музыку к картине написал композитор Луи Зигель. Впрочем, отсутствие диалогов между персонажами позволяет некоторым справочным ресурсам относить «Лота» к традиции немого кино.
В фильме чувствуется влияние немецкого экспрессионизма. Уотсон использует экспериментальные методы съемки и монтажа, однако несмотря на обилие художественных эффектов и большое внимание к эстетике кадра, сюжет этого фильма ближе к библейскому тексту, чем прочие ленты о Содоме и Гоморре.
Кадры из фильма использованы в экспериментальной ленте Барбары Хаммер «Нитратные поцелуи» (1992).

## В ролях
- Фридрих Хаак — Лот
- Хильдегарда Уотсон (жена режиссёра) — жена Лота
- Доротея Хаус — дочь Лота;
- Льюис Уитбек — ангел.